# 무오타강
무오타강(Muota)은 스위스 슈비츠주의 강이며, 루체른 호수의 지류이다. 길이는 29 km이다.
무오타강은 슈비츠주와 우리주의 경계에 있는 글라텐의 북쪽에 있는 알프스인 루오스알프에 솟아 있다. 처음에는 작은 비지스탈을 통해 북쪽 방향으로 흐른 후 무오탈과 리드 마을로 서쪽으로 향한다.
리드 너머로 강은 기벨호른과 슈투스호른 사이의 좁은 흙길을 통해 흐르고 슈투스의 산악 리조트를 운행하는 슈스반 케이블카 아래를 지나간다. 이 협곡을 떠난 후 강은 북쪽으로 방향을 틀어 슈비츠 시정촌의 이바흐 마을에 도달한다. 이바흐에서 강은 다시 서쪽으로 방향을 틀고, 얼마 지나지 않아 A4 고속도로와 고트하르트 철도를 거쳐 라우에르츠 호수에서 흘러내리는 제베렌을 만난다. 여기서 남서쪽으로 흘러 잉엔볼의 브루넨 마을의 서쪽에 있는 루체른 호수로 들어간다.